# 雲茂琦
云茂琦，廣東文昌县水北都一图人，清朝政治人物、进士出身。
道光六年（1826年），登丙戌科进士，授历江苏沛县、六合、砀山县知县，江宁府督粮同知江防同知兵部武选司、吏部稽勋司兼文选司郎中、国史宣付循吏即用知县。《清史稿》有傳。